# Upper Helmsley
Upper Helmsley – wieś i civil parish w Anglii, w North Yorkshire, w dystrykcie (unitary authority) North Yorkshire. W 2001 civil parish liczyła 38 mieszkańców. Upper Helmsley jest wspomniana w Domesday Book (1086) jako Hamelsec/Hamelsech.